# Quirimbas

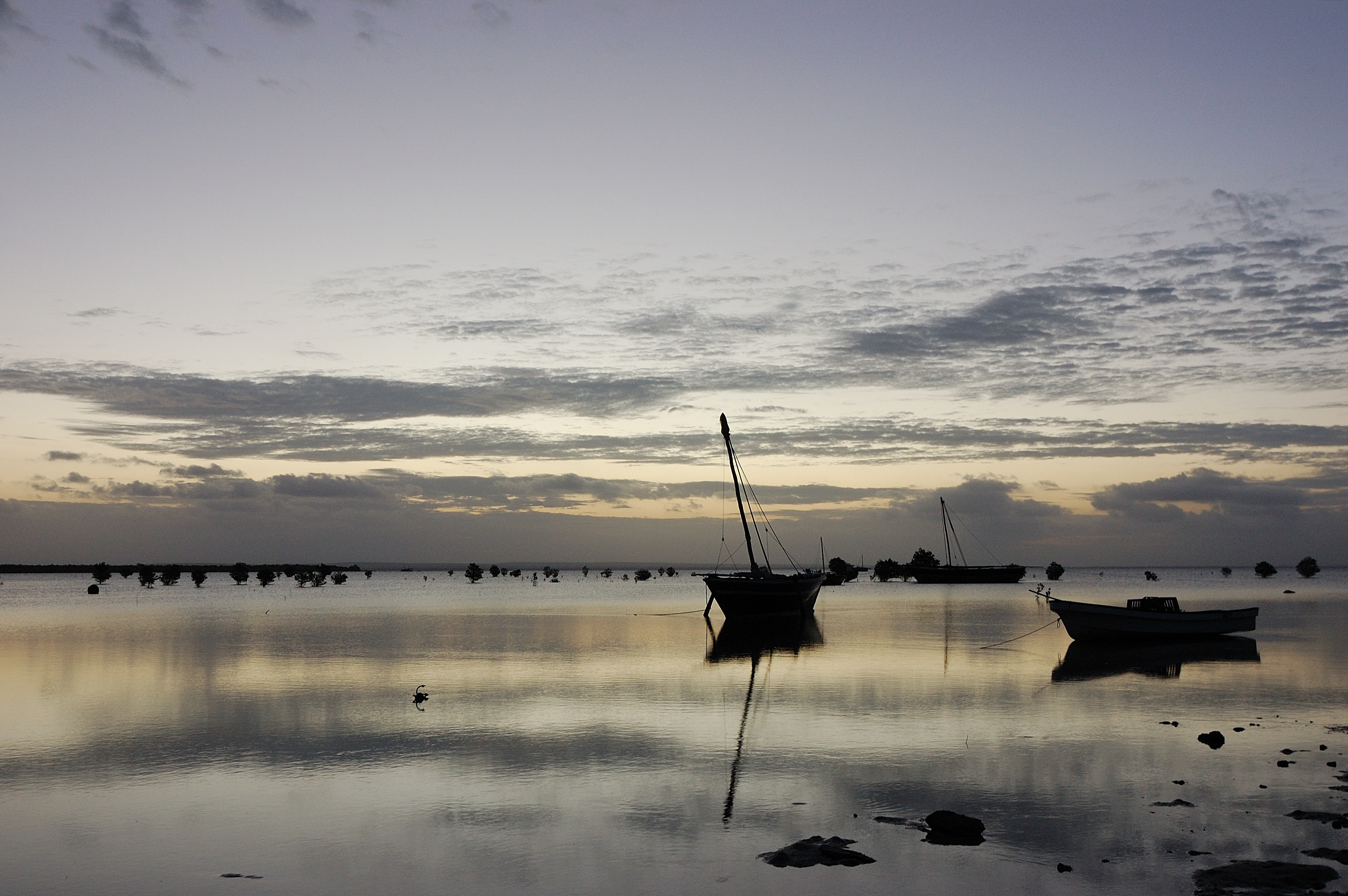
Por do sol na ilha do Ibo, Moçambique.

As Quirimbas são um arquipélago de ilhas coralinas do Oceano Índico que se estendem ao longo da costa da província de Cabo Delgado, no norte de Moçambique.
Descritas pelo cronista António Bocarro em 1634, são cerca de cinquenta pequenas ilhas dispostas aproximadamente na direção norte-sul, localizadas entre a foz do rio Rovuma, que faz fronteira entre Moçambique e a Tanzânia, e a baía da Quissanga, cerca de vinte quilómetros a norte de Pemba.
Uma das ilhas tem igualmente o nome de Quirimba, mas a maior e mais populosa é a do Ibo, vizinha à anterior, que chegou a ser capital da colónia. Onze ilhas fazem parte do Parque Nacional das Quirimbas que abrange seis distritos da  
província de Cabo Delgado numa área total de 7500 km².